# ОШ „Младост” Књажевац
ОШ „Младост” у Књажевцу је једна од установа основног образовања на територији општине Књажевац. Школа као посебна организација, издвојена је из састава Завода за васпитање младежи, школа је формирана 1995. године на основу решења Министарства просвете, да би од 2009. године имала статус редовне школе.

## Историјат школе
Почевши као Државни дом за пријем и заштиту деце-ратне сирочади, основан 1945. године, након три године прераста у Дом за васпитање деце и омладине, који ће 1958. године установити посебну основну школу при дому. Овај дом је 1963. године промењен у Завод за васпитање младежи, да би 2009. године био преименован у Завод за васпитање деце и омладине.
Од школске 1997/98. у примени је Наставни план и програм огледа за ученике са поремећајима у понашању (Сл. гл. РС Просветни гласник бр. 11 од 31. 7. 1997.) обзиром да су ученици из целе Србије на основу упута ЦЗСР били уписани у ову школу.
Овај наставни план и програм је био прилагођен датој категорији ученика који су поред поремећаја у понашању, неретко имали и лаку менталну заосталост, моторне немире, лошу визуелно-моторну координацију, успорено реаговање, сиромашан фонд речи, тешкоће у читању и писању, вербалној комуникацији отежано учење, смањену пажњу и одсуство апстрактног мишљења. Поред тога, присутни су и социјална и емоционална незрелост и неизграђеност радних и хигијенских навика. Дати наставни план и програм је имао за циљ ресоцијализацију ученика у нормалне токове живота.
Препоруком комисије за процену огледног програма, 2009. године школа прелази на редован програм за основно образовање чиме се уводе нови предмети попут другог страног језика, информатике и изабраног спорта. Овај вид основног образовања одраслих је укинут 2013. године
Исте године одлуком Министарства просвете Србије, школа добија одобрење о увођењу основног образовања одраслих за све полазнике преко 15 година који нису завршили основно образовање.